# Jesusita Vallejo
Jesusita Vallejo de Mora Vásquez (Jericó, 10 de octubre de 1904-Medellín, 15 de diciembre de 2003) fue la más destacada artista del grupo de alumnas de Pedro Nel Gómez, junto con Debora Arango. En la década de los 1940, la relación de Gómez y sus discípulas representó la primera gran incursión de la mujer en el ámbito del arte regional y colombiano, hasta entonces limitado a los hombres. También estudió en la Escuela de Bellas Artes con George Brasseur y Kurt Lahs.
Ella tuvo 13 hijos
8 hijos 
5 hijas

## Carrera artística
Entre los reconocimientos que la artista recibió por su trayectoria artística se cuenta el Primer Premio de Estudios de Bellas Artes en el año 1929, así como el Premio Discípulas del Maestro Pedro Nel Gómez, recibido en 1932.
En 1951 expuso junto a Pablo Picasso en París. Participó en numerosas exposiciones individuales y colectivas. Realizó cursos especiales de porcelana, cerámica y miniatura en París, donde expuso en la Galería Allard en 1953.  Jesusita fue amiga de Fernando Botero, a quien apoyó durante el primer viaje del artista a París. 
La obra de Vallejo se encuentra en colecciones privadas, como la Casa Museo Maestro Pedro Nel Gómez, el Museo el Castillo, el Museo de Antioquia o el Museo Nacional de Colombia.
Fue maestra del artista  artista estadounidense Mateo Blanco.